# Petr Vorlíček
Petr Vorlíček (Brandýs nad Labem, 13 aprile 1980) è un pilota motociclistico ceco ritiratosi dall'attività agonistica.

## Carriera
Pilota di Supermotard della Suzuki, ha partecipato al campionato mondiale e a quello tedesco. Nel 2007 ha conquistato il titolo europeo per la classe Open, ripetuto nuovamente nell'edizione del 2012 alla guida di una Honda. Dopo le gare mondiali disputa ancora qualche evento riservato agli over quaranta.

## Palmarès
- 2002: 20º posto Campionato Tedesco Supermoto (2 gare su 7) (su KTM)
- 2002: 16º posto Campionato Europeo Supermoto (su KTM)
- 2002: 20º posto Campionato del Mondo Supermoto (su KTM)
- 2003: 15º posto Campionato del Mondo Supermoto (su KTM)
- 2003: 20º posto Campionato Europeo Supermoto classe 650cc (su KTM)
- 2004: 21º posto Campionato Tedesco Supermoto classe 450cc (2 gare su 6) (su KTM)
- 2004: 35º posto Campionato Tedesco Supermoto classe Open (1 gara su 6) (su KTM)
- 2004: 17º posto Campionato del Mondo Supermoto S2 (su KTM)
- 2004: 11º posto generale al Supermoto delle Nazioni (Team Czech Republic) (su KTM)
- 2004: 8º posto Guidon D'or di Parigi (su KTM)
- 2005: 24º posto Campionato del Mondo Supermoto S2 (su Suzuki)
- 2005: 7º posto Campionato Tedesco Supermoto classe Open (su Suzuki)
- 2005: 2º posto Campionato Tedesco Supermoto classe 450cc (su Suzuki)
- 2006: Campione di Germania Supermoto classe Open (su Suzuki)
- 2006: 4º posto Campionato Tedesco Supermoto classe 450cc (su Suzuki)
- 2006: 2º posto Campionato Europeo Supermoto classe Open (su Suzuki)
- 2007: Campione di Germania Supermoto S1 (su Suzuki)
- 2007: Campione Europeo Supermoto classe Open (su Suzuki)[2]
- 2007: 8º posto generale al Supermoto delle Nazioni (Team Czech Republic) (su Suzuki)
- 2008: 14º posto Campionato del Mondo Supermoto S1 (5 GP su 8) (su Suzuki)
- 2008: 5º posto Campionato Tedesco Supermoto S1 (su Suzuki)
- 2008: 5º posto generale al Supermoto delle Nazioni (Team Czech Republic) (su Suzuki)
- 2009: 6º posto Campionato Europeo Supermoto classe Open (3 gare su 7) (su Suzuki)
- 2009: Campione di Germania Supermoto S1 (su Suzuki)[3]
- 2009: 5º posto generale al Supermoto delle Nazioni (Team Czech Republic) (su Suzuki)
- 2010: 3º posto Campionato Tedesco Supermoto S1 (su Suzuki)
- 2010: 7º posto Campionato Europeo Supermoto Open (4 gare su 5) (su Suzuki)
- 2010: 10º posto generale al Supermoto delle Nazioni (Team Czech Republic) (su Suzuki)
- 2011: 6º posto Campionato Tedesco Supermoto S1 (su Suzuki)
- 2011: 7º posto generale al Supermoto delle Nazioni (Team Czech Republic) (su Suzuki)
- 2012: Campione Europeo Supermoto classe S2 su Honda
- 2019: 9º posto nella FIM Supermoto World Cup